# Isanthrene cazador
Isanthrene cazador är en fjärilsart som beskrevs av William Schaus 1920. Isanthrene cazador ingår i släktet Isanthrene och familjen björnspinnare. Inga underarter finns listade i Catalogue of Life.